# Гедеон Святополк-Четвертинский
Митрополит Гедео́н (в миру князь Григорий Захарович Святополк-Четвертинский; ок. 1634, Четвертня, Волынь — 6 апреля 1690, Киев) —  митрополит Киевский, Галицкий и Малыя Руси (с 1688 года). Происходил из княжеского рода Святополк-Четвертинских — турово-пинской линии Рюриковичей.

## Биография
Старший сын князя Захария Григорьевича Святополк-Четвертинского (ум. 1649), старосты Рациборского, подсудка Луцкого, от брака с Региной Хреницкой. Двоюродный брат могилёвского епископа Сильвестра. В 1659 году посвящён митрополитом Киевским Дионисием Балабаном в епископы Луцкие и Острожские.
Львовский епископ Иосиф Шумлянский, управлявший Киевской митрополией, старался выжить архиерея из Волыни. По внушению Шумлянского король и королева убеждали Гедеона перейти в католичество или униатство, угрожая, по словам самого епископа, вечным заточением в Мариенбург, если он не исполнит их желания. Под влиянием этой угрозы он бежал из своей епархии в Киев, а 8 октября 1684 года прибыл в гетманскую столицу Батурин, где был благосклонно встречен гетманом Иваном Самойловичем и поселился в Крупицком монастыре. Позднее Гедеон породнился с Самойловичем: племянник епископа князь Юрий Четвертинский женился на дочери бывшего гетмана Анастасии.

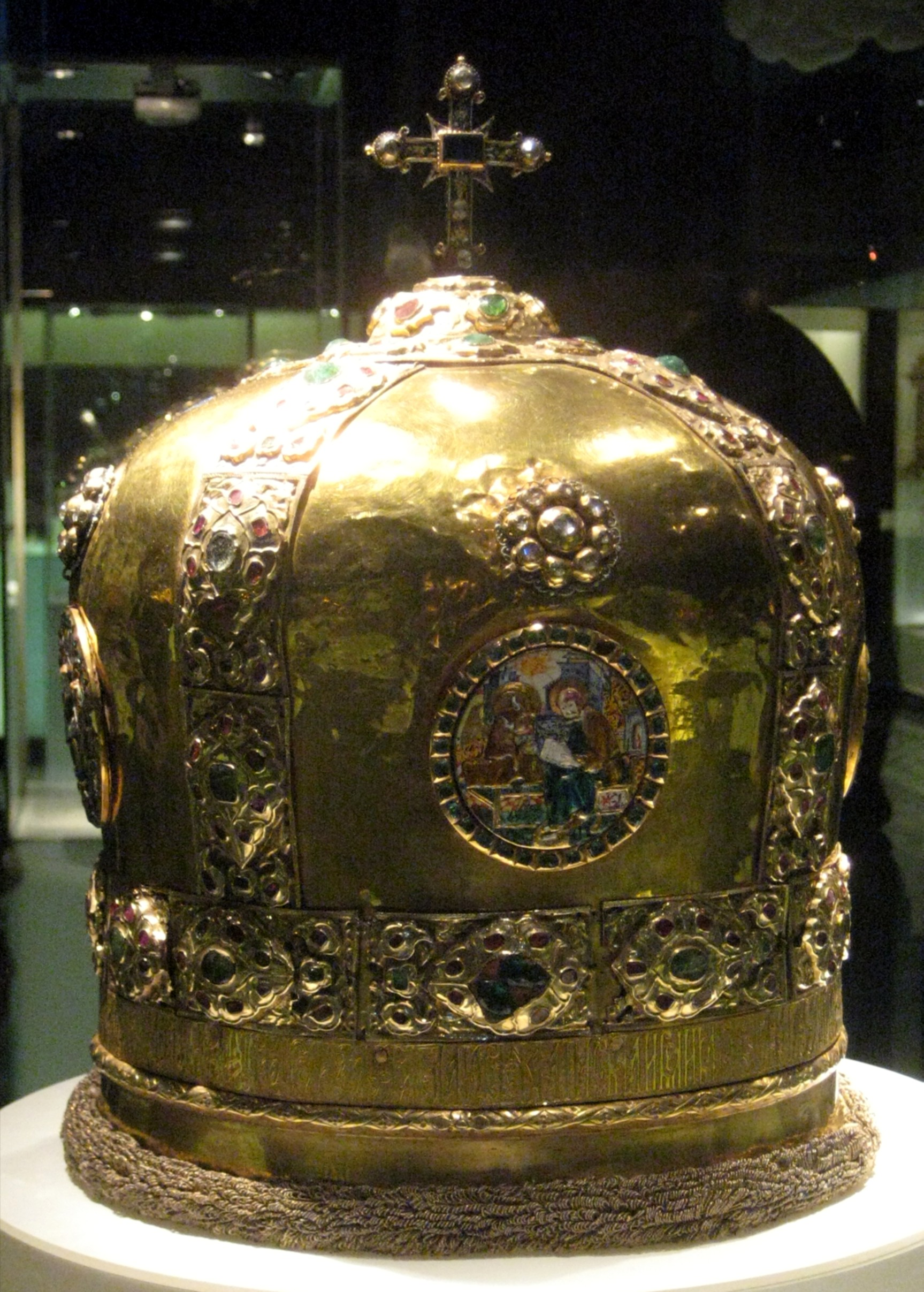
Митра (1685) Гедеона Четвертинского в Историческом музее в Москве

Киевская митрополичья кафедра к этому времени пустовала уже почти десять лет. Малороссия, связанная с Москвой политически, в церковном отношении была подчинена Константинопольскому патриарху, но царское правительство желало подчинить её себе и в этом отношении. С сентября 1683 года патриарх Иоаким настойчиво советовал гетману Самойловичу избрать митрополита. Гетман нашёл, что подходящим кандидатом мог бы быть епископ Луцкий Гедеон, человек скромный и не отличавшийся выдающимся умом.
В 1685 году в Киеве состоялся собор для избрания митрополита, и 8 июля под давлением гетмана был избран Гедеон. В октябре новоизбранный митрополит с большой делегацией отправился в Москву. 8 ноября 1685 года патриарх Иоаким возвел Гедеона в сан Киевского митрополита и принял от него присягу на верность Москве.
15 декабря митрополит Гедеон выехал из Москвы с царскими дарами и грамотой, по которой ему подчинялись Черниговский архиепископ и архимандрит Печерской лавры, до того находившиеся в зависимости от Константинопольского патриарха. Кроме того, гетман выхлопотал митрополиту сохранение всех прежних его отличий, право безапелляционного суда, право печатать книги и заводить духовные школы в пределах митрополии, а также право преднесения Креста в своей епархии; Киевская кафедра была признана первоначальною в России.
В мае 1686 года удалось добиться согласия на подчинение Киевской митрополии Московскому патриарху и от Константинопольского патриарха Дионисия. Цари Иоанн и Пётр и царевна София подарили Гедеону саккос и митру, усыпанную драгоценными камнями.
После ссылки гетмана Самойловича положение Гедеона изменилось к худшему, он стал постепенно терять свои привилегии. С 27 января 1688 года киевскому митрополиту было запрещено употреблять титул «митрополит Киевский, Галицкий и всея Руси» (разрешено именоваться «митрополитом Киевским, Галицким и Малыя России»). Были существенно ограничены и имущественные права митрополии. Крупнейшие монастыри (Киево-Печерская лавра, Полоцкий Богоявленский и Межигорский монастыри) получили ставропигию и вместе с Черниговской епархией были изъяты из-под юрисдикции митрополита и подчинены непосредственно московскому патриарху, чем был подорван престиж митрополита.
Гедеон скончался 6 апреля 1690 года. Погребён он в Софийском соборе.